# Leif Målberg
Leif Målberg (* 1. září 1945, Vegby) je bývalý švédský fotbalista, obránce.

## Fotbalová kariéra
Ve švédské lize hrál za IF Elfsborg, nastoupil ve 337 ligových utkáních a dal 8 gólů. V Poháru UEFA nastoupil v 6 utkáních. Za švédskou fotbalovou reprezentaci nastoupil v letech 1972–1973 ve 4 utkáních. Byl členem švédské fotbalové reprezentace na Mistrovství světa ve fotbale 1970, ale v utkání nenastoupil.

## Ligová bilance
| Ročník                 | Zápasy | Góly | Klub        |
| ---------------------- | ------ | ---- | ----------- |
| 1. švédská liga 1965   | 7      | 0    | IF Elfsborg |
| 1. švédská liga 1966   | 21     | 0    | IF Elfsborg |
| 1. švédská liga 1967   | 20     | 1    | IF Elfsborg |
| 1. švédská liga 1968   | 22     | 1    | IF Elfsborg |
| 1. švédská liga 1969   | 22     | 0    | IF Elfsborg |
| 1. švédská liga 1970   | 22     | 0    | IF Elfsborg |
| 1. švédská liga 1971   | 18     | 0    | IF Elfsborg |
| 2. švédská liga 1972   | -      | -    | IF Elfsborg |
| 1. švédská liga 1973   | 26     | 1    | IF Elfsborg |
| 1. švédská liga 1974   | 26     | 0    | IF Elfsborg |
| 1. švédská liga 1975   | 24     | 0    | IF Elfsborg |
| 1. švédská liga 1976   | 26     | 0    | IF Elfsborg |
| 1. švédská liga 1977   | 26     | 1    | IF Elfsborg |
| 1. švédská liga 1978   | 26     | 0    | IF Elfsborg |
| 1. švédská liga 1979   | 26     | 3    | IF Elfsborg |
| 1. švédská liga 1980   | 25     | 1    | IF Elfsborg |
| CELKEM 1. švédská liga | 337    | 8    |             |